# Nigeremys
Nigeremys ('Niger-schildpad') is een geslacht van uitgestorven pleurodire schildpadden uit Niger, Mali en Syrië. 

## Naamgeving
Het geslacht bestaat uitsluitend uit Nigeremys gigantea, benoemd en beschreven in 1977 door France de Lapparent de Broin. De geslachtsnaam is een combinatie van een verwijzing naar Niger met het Grieks emys, 'zoetwaterschildpad'. De soortaanduiding betekent 'de reusachtige' in het Latijn.
In 1968 benoemden Frédéric-Marie Bergounioux en Fernand Crouzel de soort Potamochelys gigantea. Bergounioux, een priester te Lyon, had een grote liefde voor prehistorische schildpadden maar zijn enthousiasme was omgekeerd evenredig met zijn expertise. Hij was berucht om het benoemen van nomina dubia gebaseerd op slecht materiaal. In dit geval vond hij in de collecties van Parijs een beschadigde grote schedel, kennelijk uit Niger, die gelabeld zou zijn als Muséum de Paris 1964-27. Bergounioux begreep de anatomie niet goed en de beschrijving was ondermaats. De schedel was ook slecht geprepareerd en iemand had schedelnaden geschilderd waar ze in feite niet waarneembaar waren. In 1977 wees de Brion erop dat de geslachtsnaam al bezet was door Potamochelys Fitzinger, 1843. Hij gaf de vervangingsnaam Nigeremys. Het echte inventarisnummer bleek MNHN (P) NIR 1 te zijn, een schedel zonder onderkaken. In 1968 werd gedacht dat het stuk gevonden was in een zeeafzetting uit het Maastrichtien van een of andere locatie ten oosten van Ibeceten in Niger. Aan de soort is echter specimen BMNH R 10927 toegewezen, een schedel uit het Eoceen van Mali. Er is ook op gewezen dat 'Niger' in de koloniale tijd een aanduiding was voor zowat heel Frans West-Afrika.

## Beschrijving
Nigeremys verschilt van het verwante geslacht Arenila door kleinere oogkassen, een beenplaat van het bovenkaaksbeen onder de oogkas die hoger is, en een stompe buitenste richel op het verhemelte.

## Fylogenie
Nigeremys is in 2006 in de Nigeremydina geplaatst, als zustertaxon van Arenila